# Cyclophora unilinearia
Cyclophora unilinearia là một loài bướm đêm trong họ Geometridae.